# Granta
Granta är ett engelskt litterärt magasin och bokförlag som sedan 2005 ägs och drivs av Sigrid Rausing. Tidskriften ges ut en gång i kvartalet med ett blandat innehåll av noveller, poesi, personliga reportage och fotografi. En svensk utgåva av Granta, som innehöll svenskt och utländskt material, gavs ut av Bonniers mellan 2013 och 2016.

## Historia
Tidskriften Granta grundades 1889 av studenter vid Cambridge University. På 1900-talet blev studenttidskriften ett välrenommerat litterärt magasin som bland annat publicerade texter av A.A. Milne, Michael Frayn, Sylvia Plath och Ted Hughes. Ekonomiska svårigheter gjorde dock att Granta hade en svacka under 1970-talet men återuppstod vid decenniets slut. Granta lanserades 1979 som en tidskrift för new writing och nådde nu utanför studentkretsarna vid universiteten. Bland medverkande författare finner man Martin Amis, Julian Barnes, Raymond Carver, Angela Carter, Bruce Chatwin, Martha Gellhorn, Nadine Gordimer, Milan Kundera, Doris Lessing, Salman Rushdie, Graham Swift, Paul Theroux, Jeanette Winterson och Alison Bechdel. 
År 1994 blev Rea Hederman, ägare av The New York Review of Books, huvudägare av Granta. 2005 köpte svenskan Sigrid Rausing tidskriften och utvidgade verksamheten med förlaget Granta Books. Rausing hade året innan startat bokförlaget Portobello books tillsammans med filmaren Eric Abraham och förläggaren Philip Gwyn Jones. Efter Rausings förvärv av Granta har de två  bokförlagen ett tätt samarbete. 

## Internationella utgåvor
En svensk upplaga gavs ut av Albert Bonniers förlag mellan 2013 och 2016 med två nummer om året. Svenska Granta var del av ett internationellt nätverk med engelska Granta som nav. Andra länder där en nationell upplaga av tidskriften ges ut är Spanien, Brasilien, Italien, Kina, Portugal, Bulgarien, Turkiet, Finland och Norge. Bland svenska författare och journalister som medverkat i svenska Granta återfinns Peter Fröberg Idling, Amanda Svensson, Lena Sundström, Jerker Virdborg, Majgull Axelsson, Annika Norlin, Martin Gelin och Lina Wolff. Svenska Granta innehåller även internationella bidrag. Redaktör för den svenska utgåvan var Johanna Haegerström. 